# Град (община)
Община Град (словен. Občina Grad) — одна з общин Словенії. Адміністративним центром є поселення Град.

## Населення
У 2011 році в общині проживало 2246 осіб, 1109 чоловіків і 1137 жінок. Чисельність економічно активного населення (за місцем проживання), 796 осіб. Середня щомісячна чиста заробітна плата одного працівника (EUR), 1013,79 (в середньому по Словенії 987.39). Приблизно кожен другий житель у громаді має автомобіль (51 автомобілі на 100 жителів). Середній вік жителів склав 43,9 роки (в середньому по Словенії 41.8).